# SEG Plaza
SEG Plaza (tiếng Trung: 赛格广场 - Tái Cách Quảng Trường) là một nhà chọc trời nằm ở khu vực Hoa Cường Bắc của thành phố Thâm Quyến thuộc tỉnh Quảng Đông, Trung Quốc. Hoàn thành năm 2000 với chiều cao 292 m và 70 tầng. Đây là cao thứ 21 ở Trung Quốc và cao thứ 72 trên thế giới. Đây là nơi đặt trụ sở của Tập đoàn điện tử Thâm Quyến (Shenzhen Electronics Group - SEG). 

## Sự cố
Tòa tháp chọc trời bắt đầu rung chuyển vào khoảng 13h50' ngày 18 tháng 5 2021, dù không xảy ra động đất, khiến hàng trăm người hoảng loạn tháo chạy trên phố.